# Raewyn Connell
Raewyn Connell (sinh ngày 3 tháng 1 năm 1944), thường được trích dẫn dưới tên R. W. Connell, là một nhà xã hội học người Úc và là Giáo sư danh dự của Đại học Sydney. Bà chủ yếu được biết đến thông qua việc đồng sáng lập lĩnh vực nghiên cứu nam tính (masculinity studies) và đưa ra khái niệm nam tính bá quyền, cũng như qua nghiên cứu của bà về lý thuyết phương Nam (Southern theory).

## Cuộc đời và sự nghiệp
Connel sinh ra ở Sydney, Australia. Cha của bà, William Fraser (Bill) Connell (OBE) là giáo sư về giáo dục của trường Đại học Sydney trong nhiều năm. Ở đây, ông tập trung vào nghiên cứu và giảng dạy về giáo dục. Mẹ của bà, Margaret Lloyd Connell (họ khai sinh Peck) là một giáo viên khoa học ở trường trung học phổ thông. Connell có hai chị gái, Patricia Margaret Selkirk và Helen Connell.
Connell được đào tạo tại các trường trung học Manly và North Sydney, đồng thời có bằng của Đại học Melbourne và Đại học Sydney. Bà từng giữ nhiều vị trí học thuật tại các trường đại học ở Úc, bao gồm việc là giáo sư sáng lập khoa xã hội học Đại học Macquarie (1976–1991).
Tại Hoa Kỳ, Connell là giáo sư thỉnh giảng về nghiên cứu Úc (Australian studies) Đại học Harvard (1991–1992) và là giáo sư xã hội học tại Đại học California Santa Cruz (1992–1995). Bà là thành viên cấp cao của Đảng Lao động Úc cho đến đầu những năm 1980 và là một thành viên công đoàn, hiện đang tham gia Công đoàn giáo dục đại học Quốc gia của Úc (National Tertiary Education Union). Bà được coi là một trí thức nổi bật của Cánh tả mới (New Left) của Úc.
Năm 2004, bà được bổ nhiệm làm Giáo sư Đại học (University Professor [chức danh giáo sư danh giá của Úc .ND]) tại Đại học Sydney và nghỉ hưu thôi giữ University Chair (chức danh trưởng khoa) ngày 31 tháng 7 năm 2014. Bà là Giáo sư danh dự của Đại học Sydney kể từ khi nghỉ hưu.
Connell phục vụ trong ban biên tập hoặc ban cố vấn của nhiều tạp chí học thuật, bao gồm Signs, Sexualities, The British Journal of Sociology, Theory and Society, và The International Journal of Inclusive Education.
Connell là một người chuyển giới nữ. Bà chính thức bắt đầu quá trình chuyển giới vào thời gian cuối đời. Hầu như tất cả các tác phẩm trước đó của bà đều được xuất bản dưới cái tên trung lập về giới "R. W. Connell" cho đến ấn bản thứ hai của cuốn Những nam tính năm 2005. Kể từ 2006, tất cả tác phẩm của bà đều xuất hiện dưới cái tên Raewyn Connell. Connell cũng đã viết về người chuyển giới nữ và nữ quyền từ góc độ quốc tế.

## Những đóng góp chính
Xã hội học của Connel tập trung vào bản chất mang tính lịch sử của hiện thực xã hội và đặc tính biến đổi của thực hành xã hội. Nghiên cứu của bà nỗ lực kết hợp chi tiết thực nghiệm, phân tích cấu trúc, phê bình (critique) và sự liên quan tới thực hành (relevance to practice). Phần lớn nghiên cứu thực nghiệm của bà sử dụng phỏng vấn tiểu sử (về tiểu sử cuộc đời) trong giáo dục, đời sống gia đình và nơi làm việc. Bà là tác giả hoặc là đồng tác giả 21 cuốn sách và hơn 150 bài báo nghiên cứu. Tác phẩm của bà đã được dịch sang 18 thứ tiếng.

### Giai cấp và giáo dục
Connell đầu tiên được biết đến nhờ nghiên cứu về những động lực giai cấp (class dynamics) trên quy mô lớn ("Giai cấp cai trị, Văn hóa cai trị" (Ruling Class, Ruling Culture), 1977 và "Cấu trúc giai cấp trong lịch sử Úc" (Class Structure in Australian History), 1980), cũng như cách thức tái lập hệ thống phân cấp giai cấp và giới tính trong đời sống hàng ngày ở trường học ("Tạo ra sự khác biệt" (Making the Difference), 1982).

### Giới tính (gender)
Vào cuối những năm 1980, bà phát triển một lý thuyết xã hội về quan hệ giới tính (Giới tính và Quyền lực, 1987), trong đó nhấn mạnh rằng giới tính là một cấu trúc xã hội quy mô lớn chứ không phải chỉ là vấn đề bản sắc cá nhân. Trong văn bản này, bà đề xuất rằng từ "giới tính" nên được thảo luận theo ba cấu trúc (quyền lực, sản xuất/lao động và cảm xúc/quan hệ tình dục). Trong các lĩnh vực ứng dụng, bà đã làm việc về các vấn đề nghèo đói và giáo dục, tình dục và phòng chống bệnh AIDS, cũng như chiến lược của phong trào lao động. Năm 2005, Connell và Messerschmidt đã hợp tác trong một tác phẩm, "Nam tính bá quyền: Suy nghĩ lại về khái niệm" (Hegemonic Masculinity: Rethinking the Concept), để đáp lại cho hoài nghi rằng thành quả lý thuyết của bà tạo ra một phân loại cố định (a fixed typology). Bên cạnh việc ủng hộ việc phân loại các lý thuyết của mình, Connell còn nhấn mạnh mối quan hệ giữa đàn ông và cảm xúc. Connell lập luận rằng trong xã hội ngày nay, đàn ông có thể bị mất kết nối về mặt cảm xúc đến mức họ không ý thức được trạng thái cảm xúc của mình, chẳng hạn như trầm cảm. Nhiều nam giới đã học được từ cha mẹ, bạn bè hoặc những người đồng trang lứa khác rằng họ không nên thể hiện cảm xúc vì đó có thể bị coi là yếu đuối. Khi những cậu bé này trở thành người lớn, họ đã phát triển khả năng kìm nén những phản ứng cảm xúc của mình, chẳng hạn như khóc hoặc thậm chí đơn giản chỉ là nét mặt buồn, đến mức họ thực sự không ý thức được những cảm xúc này và không thể kết nối được với chúng. Bà cho rằng không thể xem xét một giới tính một cách tách biệt khỏi những giới tính khác và nhấn mạnh rằng có sự không bình đẳng giữa nam giới với nhau, mặc dù không ai chọn cách thực hành hậu hiện đại để phá bỏ hoàn toàn khái niệm này. Các bài viết của Connell nhấn mạnh bản chất không đồng nhất của nam tính. Ngược lại với chủ nghĩa nữ quyền, theo Connell, chính trị nam tính không thể là một phong trào chính trị. Những bản sắc bị lề hóa của phụ nữ thường xuyên được các nhà hoạt động nữ quyền đánh giá tích cực. Mặt khác, các tác giả về nam tính hầu như luôn chỉ trích những lợi ích mà việc trở thành một người đàn ông mang lại.

### Những nam tính (masculinities)
Ở bên ngoài nước Úc, Connell được biết đến nhiều nhất với nghiên cứu về kiến tạo xã hội của những nam tính (social construction of masculinities). Bà là một trong những người sáng lập của lĩnh vực nghiên cứu này, và cuốn sách Những nam tính (Masculinities  - 1995, 2005) của bà là cuốn sách được trích dẫn nhiều nhất trong lĩnh vực. Nam tính bá quyền, lý thuyết được phát triển bởi Raewyn Connell, đã có tác động đáng kể đến xã hội học nữ quyền. Khi phê phán lý thuyết vai trò giới (sex-role theory), Connell và các đồng sự cho rằng sự nhấn mạnh vào các chuẩn mực, thái độ và hành vi đã được nội tâm hóa (internalised) của xã hội đã che mờ đi sự bất bình đẳng về cấu trúc và vận động của quyền lực (power dynamics) đồng thời diễn tả sai lệch quá trình phân biệt giới (gendering process). Ví dụ, các cô gái trẻ và phụ nữ thường phải cư xử lịch sự, dễ chịu và biết quan tâm. Đàn ông thì thường được cho là mạnh mẽ, hiếu chiến và không sợ hãi. Kỳ vọng về vai trò giới (gender role expectations) tồn tại ở mọi quốc gia, nhóm dân tộc và nền văn hóa, mặc dù chúng có thể rất khác nhau. Khái niệm nam tính bá quyền có ảnh hưởng đặc biệt mạnh mẽ và thu hút nhiều tranh luận. Bà từng là cố vấn cho các sáng kiến của UNESCO và UNO liên quan đến nam giới, trẻ em trai và những nam tính cho đến bình đẳng giới và kiến tạo hòa bình.

### Lý thuyết phương Nam (Southern theory)
Connell đã phát triển một xã hội học về trí thức nhấn mạnh đến đặc tính tập thể của lao động trí tuệ và tầm quan trọng của bối cảnh xã hội của nó. Cuốn sách Lý thuyết phương Nam (Southern theory) xuất bản năm 2007 của bà đã mở rộng điều này sang động lực toàn cầu của việc sản xuất tri thức, phê phán khuynh hướng "phương Bắc" của khoa học xã hội chính thống, thứ vốn chủ yếu được tạo ra ở các trường đại học "đô thị" (metropolitan). Bà lập luận rằng khi làm như vậy, lý thuyết xã hội đô thị không thể giải thích thỏa đáng các hiện tượng xã hội trong trải nghiệm của phương Nam.
Bà đã phân tích các ví dụ về công trình lý thuyết bắt nguồn từ phía Nam bán cầu: bao gồm các công trình của Paulin Hountondji, Ali Shariati, Veena Das, Ashis Nandy và Raúl Prebisch.
Connell cũng đã khám phá những tác động của Lý thuyết phương Nam đối với lý thuyết giới tính, chủ nghĩa tân tự do, và các dự án tri thức toàn cầu khác. Bà tiếp tục lập luận trong các bối cảnh này rằng sự khác biệt về quyền lực trong lịch sử được duy trì thông qua đặc quyền tư tưởng của chủ nghĩa đế quốc và việc phi thực dân hóa sự kiến tạo tri thức này có thể cách mạng hóa các xã hội trên toàn cầu. Ví dụ, trong bài luận về Lý thuyết quy hoạch (Planning theory), Connell kêu gọi khoa học xã hội chấp nhận các quan điểm không phổ biến mà theo truyền thống thường bị bỏ qua để các nguồn lực hiện đại có thể được tối đa hóa trong các lĩnh vực khác nhau như quy hoạch đô thị, địa lý và nghiên cứu về giới trẻ (youth studies).
Sự chỉ trích
Trong một bài tiểu luận có tựa đề "Dưới bầu trời phương Nam" (Under Southern Skies), Connell đã trả lời bốn học giả xã hội học khác, là Mustafa Emirbayer, Patricia Hill Collins, Raka Ray và Isaac Ariail Reed, những người viết bài phê bình về tác phẩm của bà về Lý thuyết phương Nam. Trong khi thừa nhận công trình của Connell đã khơi gợi lên thảo luận quan trọng như thế nào, lập luận của các nhà xã hội học này bao gồm: Ray cho rằng Lý thuyết phương Nam đánh dấu một điểm bùng phát cho xã hội học hậu thuộc địa hơn là xã hội học toàn cầu; Reed thì cho rằng các khái niệm lý thuyết của Connell còn chưa phát triển (underdeveloped); quan điểm của Emirbayer thì cho rằng Connell có xu hướng khái quát hóa quá mức "Lý thuyết phương Bắc" trong khi đưa ra những tuyên bố vô căn cứ về "Lý thuyết phương Nam"; và Collins xác định hai vấn đề: sự tập trung vào miền Bắc và sự im lặng của phần lớn bán cầu Nam bằng cách chỉ xem xét các lý thuyết của giới tinh hoa có học vấn ở miền Nam. Trong phần trả lời của mình, Connell phản hồi một số điểm nhất định từ mỗi lập luận để củng cố quan điểm của mình, chống lại những lời chỉ trích của họ bằng cách giải thích các quyết định đằng sau bài viết của bà và khẳng định rằng công trình của bà là điểm khởi đầu để thảo luận thêm.

## Giải thưởng
- Giải thưởng Dịch vụ Xuất sắc của Hiệp hội Xã hội học Úc cho các dịch vụ Xã hội học ở Úc (2007) [33]
- Giải tưởng niệm Stephen Crook, cho công trình Lý thuyết phương Nam của bà, Hiệp hội xã hội học Úc (2008) [34]
- Giải thưởng Raewyn Connell, một giải thưởng hai năm một lần do Hiệp hội Xã hội học Úc thành lập để vinh danh bà (2010) [35]
- Giải thưởng Jessie Bernard, Hiệp hội Xã hội học Hoa Kỳ (2017) [36]
- Giải thưởng Hiệp hội Xã hội học Quốc tế về Nghiên cứu và Thực hành Xuất sắc (2023) [37]
- Tiến sĩ danh dự, Đại học Pompeu Fabra (2023) [38]